# Dolný Hričov
Dolný Hričov (ungarisch Alsóricsó, bis 1907 Alsóhricsó) ist eine Gemeinde im Norden der Slowakei mit 1692 Einwohnern (Stand 31. Dezember 2024) im Okres Žilina, einem Kreis des Žilinský kraj.

## Geographie
Die Gemeinde befindet sich im Talkessel Bytčianska kotlina auf einer Flurterrasse der Waag, zwischen den Gebirgen Súľovské vrchy am linken Ufer und Javorníky am rechten Ufer. Das Ortszentrum liegt auf einer Höhe von 316 m n.m. und ist sieben Kilometer von Bytča sowie 12 Kilometer von Žilina entfernt.
Die Gemeinde gliedert sich in Gemeindeteile Dolný Hričov und Peklina (1992 eingemeindet).

## Geschichte
Der Ort wurde zum ersten Mal 1208 als Rizoi schriftlich erwähnt, noch zusammen mit dem Nachbarort Horný Hričov. 1282 ist er schon als inferior Herichou erwähnt und gehört zum Herrschaftsgut der nahen Burg Hričov, später zum jenen von Bytča. Es gab einen Meierhof und bis zum Ende des 16. Jahrhunderts eine Mautstelle. 
1828 sind 70 Häuser und 637 Einwohner verzeichnet. 1921 fiel ein Großteil des Ortes einem Brand zum Opfer.

## Bevölkerung
| Jahr:                | 1994. | 2004.   | 2014.   | 2024.   |
| -------------------- | ----- | ------- | ------- | ------- |
| Anzahl der Personen: | 1404  | 1496    | 1548    | 1692    |
| Unterschied:         |       | +6,55 % | +3,47 % | +9,30 % |

| Jahr:                | 2023. | 2024.   |
| -------------------- | ----- | ------- |
| Anzahl der Personen: | 1673  | 1692    |
| Unterschied:         |       | +1,13 % |

Ergebnisse nach der Volkszählung 2001 (1454 Einwohner):
| Nach Ethnie: - 99,04 % Slowaken - 0,62 % Tschechen - 0,07 % Ukrainer | Nach Konfession: - 94,77 % römisch-katholisch - 2,61 % konfessionslos - 1,72 % keine Angabe - 0,62 % evangelisch |

## Sehenswürdigkeiten
- römisch-katholische Michaelskirche aus dem 14. Jahrhundert, im gemischten romanisch-gotischen Stil
- Landschloss aus dem Jahr 1556, ehemals eine Mautstelle, heute Sitz einer kulturellen Einrichtung

## Infrastruktur
Die Grundinfrastruktur des Ortes ist gut ausgebaut. Im Ort gibt es eine Grundschule mit Kindergarten, eine Bücherei sowie ein Kulturzentrum. Auf dem Gemeindegebiet liegt der Flughafen Žilina. Des Weiteren gibt es hier eine Haltestelle an der Bahnstrecke Bratislava–Žilina. Per Straße ist der Ort über die Straße 1. Ordnung 61 zu erreichen oder auch über die Autobahn D3, hier befindet sich auch der Autobahnknoten Žilina der Autobahnen D1 und D3.